# (500593) 2012 UN106
(500593) 2012 UN106 es un asteroide perteneciente al cinturón de asteroides descubierto el 14 de octubre de 2001 por el equipo del Lincoln Near-Earth Asteroid Research desde el Laboratorio Lincoln, Socorro, Nuevo México, Estados Unidos.

## Designación y nombre
Designado provisionalmente como 2012 UN106. Fue nombrado 2012 UN106 en homenaje a la histórica ciudad china de Chaozhou, ubicada en el este de la provincia de Guangdong,  denominada con su actual nombre durante la dinastía Sui (590 d. C.), es la cuna de la "cultura de Chaoshan".

## Características orbitales
2012 UN106 está situado a una distancia media del Sol de 3,087 ua, pudiendo alejarse hasta 3,339 ua y acercarse hasta 2,835 ua. Su excentricidad es 0,081 y la inclinación orbital 9,966 grados. Emplea 1981,68 días en completar una órbita alrededor del Sol.

## Características físicas
La magnitud absoluta de 2012 UN106 es 16,3. 